# Macrotinae
Macrotinae – monotypowa podrodzina ssaków z rodziny liścionosowatych (Phyllostomidae).

## Rozmieszczenie geograficzne
Podrodzina obejmuje gatunki występujące w Ameryce Północnej i Środkowej.

## Morfologia
Długość ciała (bez ogona) 82–108 mm, długość ogona 27–47 mm, długość ucha 22–28 mm, długość tylnej stopy 11–18 mm, długość przedramienia 44–56 mm; masa ciała 11–18 g.

## Systematyka
Podrodzinę wyodrębnił w 1992 roku amerykański zoolog Ronald A. Van Den Bussche w artykule zatytułowanym Zmienność miejsc restrykcji i systematyka molekularna nietoperzy z rodziny liścionosowatych w Nowym Świecie, opublikowanym w czasopiśmie „Journal of Mammalogy”. Rodzaj Macrotus zdefiniował w 1843 roku angielski zoolog John Edward Gray w artykule zatytułowanym List w sprawie dwóch nowych gatunków nietoperzy i jeżozwierza („Hystrix subspinosus”, Licht.) w Muzeum Brytyjskim, opublikowanym w czasopiśmie „Proceedings of the Zoological Society of London”. Gatunkiem typowym jest (oznaczenie monotypowe) wielkouszak liścionosy (M. waterhousii).

### Etymologia
- Macrotus (Macrotis): gr. μακρος makros ‘długi, wielki’; ους ous, ωτος ōtos ‘ucho’[10].
- Otopterus: gr. ους ous, ωτος ōtos ‘ucho’; -πτερος -pteros ‘-skrzydły’, od πτερον pteron ‘skrzydło’[11].

### Podział systematyczny
Do podrodziny należy jeden rodzaj wielkouszak z następującymi gatunkami:
| Grafika | Gatunek               | Autor i rok opisu | Nazwa zwyczajowa          | Podgatunki         | Rozmieszczenie geograficzne | Podstawowe wymiary                                        | Status IUCN |
| ------- | --------------------- | ----------------- | ------------------------- | ------------------ | --- | --------------------------------------------------------- | ----------- |
|         | Macrotus californicus | S.F. Baird, 1858  | wielkouszak kalifornijski | gatunek monotypowy | południowo-zachodnie Stany Zjednoczone (południowa Kalifornia, południowa Nevada i Arizona) oraz północno-zachodni Meksyk (stany Kalifornia Dolna, Sonora, południowo-zachodnia Chihuahua i północna Sinaloa); zakres wysokości: do 1300 m n.p.m. | DC: 8,2–10,2 cm DO: 2,7–4,4 cm DP: 4,4–5,3 cm MC: 11–15 g | LC          |
|         | Macrotus waterhousii  | J.E. Gray, 1843   | wielkouszak liścionosy    | 6 podgatunków      | północno-zachodni Meksyk (wraz wyspami Islas Marías) na południe do Gwatemali, Bahamy, Turks i Caicos, Kuba (wraz z wyspą Isla de la Juventud), Jamajka, Kajmany i Haiti (wraz z wyspą Beata); zakres wysokości: do 1300 m n.p.m.                 | DC: 8,5–10,5 cm DO: 2,8–4,7 cm DP: 4,7–5,6 cm MC: 12–18 g | LC          |

Kategorie IUCN:  LC  – gatunek najmniejszej troski.